# Tiquirpaya
Tiquirpaya ist eine Ortschaft im Departamento Cochabamba im südamerikanischen Anden-Staat Bolivien.

## Lage im Nahraum
Tiquirpaya ist eine Ortschaft im Kanton Ayopaya im Municipio Ayopaya in der Provinz Ayopaya. Die Ortschaft liegt auf einer Höhe von 2980 m vier Kilometer entfernt vom Río Santa Rosa, der hier in nordwestlicher Richtung fließt, flussabwärts den Namen Río Negro trägt und in den Río Cotacajes mündet.

## Geographie
Tiquirpaya liegt zwischen der Cordillera Mazo Cruz und der Cordillera del Tunari, einem nordwestlichen Teilabschnitt der Cordillera Oriental. Das Klima ist ein typisches Tageszeitenklima, bei dem die Temperaturschwankungen zwischen Tag und Nacht deutlicher ausfallen als zwischen den Jahreszeiten.
Die Jahresdurchschnittstemperatur der Region liegt bei knapp 15 °C (siehe Klimadiagramm Independencia) und schwankt im Jahresverlauf zwischen 11 °C im Juni/Juli und 17 °C im November/Dezember. Der jährliche Niederschlag liegt bei etwa 750 mm, wobei einer Trockenzeit von Mai bis August mit Monatsniederschlägen unter 20 mm eine ausgeprägte Feuchtezeit gegenübersteht, in der von Dezember bis März die Monatswerte deutlich über 100 mm hinausgehen.

## Verkehrsnetz
Tiquirpaya liegt in einer Entfernung von 147 Straßenkilometern nordwestlich von Cochabamba, der Hauptstadt des Departamentos.
Durch Independencia führt die unbefestigte Nationalstraße Ruta 25, die in Nordwest-Südost-Richtung von La Paz über Chulumani nach Independencia und weiter über Tiquirpaya nach Cochabamba führt.

## Bevölkerung
Die Einwohnerzahl der Ortschaft ist im vergangenen Jahrzehnt deutlich zurückgegangen:
| Jahr | Einwohner         | Quelle       |
| ---- | ----------------- | ------------ |
| 1992 | keine Detaildaten | Volkszählung |
| 2001 | 769               | Volkszählung |
| 2012 | 511               | Volkszählung |
| 2024 |                   | Volkszählung |

Der überwiegende Teil der örtlichen Bevölkerung gehört dem indigenen Volk der Quechua an, im Municipio Ayopaya sprechen 97,9 Prozent der Bevölkerung Quechua.